# 薩根撞擊坑
薩根撞擊坑（英語：Sagan）是一個位於火星欧克西亚沼区的撞擊坑，中心座標10.8°N，30.7°W。該撞擊坑以美國天文學家，行星學會的其中一位建立者卡尔·萨根命名。